# Список заслужених тренерів СРСР з легкої атлетики (українські тренери)
Цей список включає українських тренерів з легкої атлетики, яким було присвоєно спортивне звання «Заслужений тренер СРСР» за весь час його існування (1956-1992).

## Список
Прізвища тренерів розподілені за роками присвоєння звання.

### 1956
- Синицький Зосима Петрович

### 1959
- Никифоров Порфирій Іванович

### 1960
- Оббаріус Дмитро Іванович

### 1968
- Лонський Віталій Олексійович

### 1969
- Поляков Василь Іполітович

### 1970
- Петровський Валентин Васильович

### 1972
- Євтушок Сергій Семенович
- Кацман Володимир Якович
- Коваленко Анатолій Якимович[1]
- Токар Іван Михайлович

### 1976
- Бондарчук Анатолій Павлович

### 1978
- Сапронов Євген Григорович (позбавлено звання у 1985[джерело?])
- Телегін Василій Іванович

### 1980
- Гноєвий Борис Олександрович[2]
- Денисенко Петро Іванович
- Паламарчук Іван Андрійович

### 1983
- Петров Віталій Опанасович
- Робулець Борис Михайлович

### 1984
- Кухно Василь Михайлович

### 1988
- Мальцев Микола Павлович[3]
- Федорець Володимир Андрійович

### 1990
- Дубовик Олексій Іванович[4]
- Леоненко Іван Федорович[5]

### 1991
- Іванов Петро Петрович[6]
- Кіба Володимир Миколайович[7]
- Лис Віктор Мілентійович[8]

### 1992
- Голубцов Анатолій Васильович[9]

### ???
- Отрубянніков Рувим Якович[10]
- Юшко Броніслав Миколайович[11]